# Den förtrollade barnaföderskan
Den förtrollade barnaföderskan (klassifikation: SMB 14, TSB A 40) är en naturmytisk balladtyp som finns upptecknad i Sveriges Medeltida Ballader i elva svenska varianter (varav tre är finlandssvenska; variant I efter Svea Jansson). Den äldsta varianten (A) är från omkring år 1600, och från Uppland; övriga är från 1810-talet eller senare. Alla varianter utom en är försedda med melodier; även A, vilket gör detta till en av de äldsta svenska balladmelodiuppteckningarna.

## Handling
En kvinna frågar sin svärmor hur länge kvinnor brukar vara havande, och får svaret: 40 veckor och 7 år (i några varianter ännu längre tid). När denna tid går mot sitt slut, har kvinnan svår värk och vill hem till sin far. Hon kommer med visst besvär, föder två sjuåriga barn, och dör. Barnen önskar att deras farmor straffas hårt.

## Paralleller på andra språk
Balladtypen finns också på danska (DgF 84 och 85) och norska. En motsvarande ballad finns även på engelska, "Willie's Lady" (Child 6). I den engelska texten, liksom i vissa danska varianter, lurar man svärmodern genom att tillverka barn av vax, varpå hon i vredesmod avslöjar hur förtrollningen ska brytas. En fragmentarisk antydan av detta förekommer även i den äldsta svenska texten.

## Utgåvor och inspelningar
Versionerna D och B ligger till grund för nummer 134 A respektive B i Svenska fornsånger.
Version I finns inspelad med Svea Jansson och utgiven på grammofonskivor i flera varianter (Den medeltida balladen, SR RELP 5003-5006, inspelad 1957; Svea Jansson sjunger visor från Åbolands skärgård, Caprice CAP 1156, inspelad 1959).
Folk och rackare har spelat in en egen variant på skivan Anno 1979, betitlad "Silibrand".